# Ciołek Torelli

Herb

Ciołek Torelli (Ciołek III, Torelli) – polski herb szlachecki z indygenatu.

## Opis herbu
Opis z wykorzystaniem zasad blazonowania, zaproponowanych przez Alfreda Znamierowskiego:
Na tarczy czterodzielnej w krzyż z polem sercowym, w polach I i IV srebrnych - wąż czarny w koronie złotej, pożerający dziecię, w II i III złotych - lew wspięty w koronie, w V czerwonym - wół srebrny.
Wersję taką przytoczył Tadeusz Gajl za Juliuszem Karolem Ostrowskim. Józef Szymański, mimo iż zna tę wersję (za Zygmuntem Wdowiszewskim), podważa ten wizerunek i rekonstruuje herb inaczej. Pole u niego jest dzielone w rosochę, ciołek znajduje się w polu prawym, dwa węże pożerające dziecię w lewym i dwa lwy kroczące w dolnym.

## Najwcześniejsze wzmianki
Indygenat Pomponiuszowi Torelli de Montesclariculi z 11 marca 1569.

## Herbowni
Herb ten był herbem własnym, więc przysługiwał tylko jednemu rodowi herbownych:
Torelli.